# Radio UPF
Radio UPF är Utrikespolitiska föreningen i Lunds radioprogram. Radio UPF sänder torsdagar varannan vecka, under universitetsterminerna, mellan klockan 17 och 18, via Radio AF. Fokus ligger på utrikespolitiska frågor där man genom intervjuer med diplomater, experter och politiker vill öka förståelsen om politiska fenomen i omvärlden. 
Radio UPF tilldelades Radioakademins pris för Bästa närradio år 2006, 2007 och 2010.
2017 bytte programmet namn till The Perspective - radio som en del av namnbyte för alla UPF:s mediakanaler.

### Webbkällor
- Radioakademin - Vinnarna 2007
- Lundagård - Radio UPF är Sveriges bästa närradio